# Chiesa di Tutti i Santi (Ogbourne St Andrew)
La chiesa di Tutti i Santi (in inglese All Saints Church) è la piccola chiesa sconsacrata anglicana che si trova a Rockley, frazione nel villaggio e parrocchia civile di Ogbourne St Andrew, contea del Wiltshire nel Sud Ovest dell'Inghilterra, Regno Unito. 
L'ex luogo di culto risale al XIX secolo, rientrava nella diocesi di Salisbury ed è considerato un monumento classificato di seconda categoria per il suo particolare interesse storico e architettonico.

## Storia

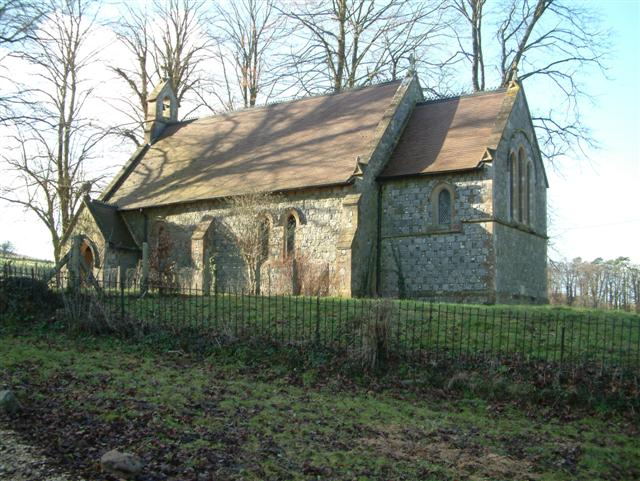
Chiesa di Tutti i Santi

Nel piccolo insediamento di Rockley, a ovest di Ogbourne St Andrew, era presente già nel XIII secolo una piccola chiesa. A quel tempo la piccola frazione godeva di una maggiore importanza rispetto a quelle degli ultimi secoli. Il suo presbiterio era gestito dal priore di Ogbourne. All'inizio del XV secolo fu dedicata a San Leonardo e servita da un cappellano. Non vi si amministrava alcun sacramento e gli abitanti di Rockley durante le feste erano tenuti a recarsi alla chiesa madre di Sant'Andrea a Ogbourne St Andrew.  Nel 1405 furono perseguiti presso il tribunale prebendale per non averlo fatto. Nel 1563 la Corona concesse in affitto la piccola chiesa e un appezzamento di terreno a Rockley, allora di proprietà del vicario parrocchiale. Nel 1583 l'edificio era ormai stato demolito e non si è trovato più alcuna traccia del sito dove era stato costruito. In seguito, a Rockley, venne utilizzata come cappella di agio una casa e la domenica del censimento del 1851 vi risultarono presenti 20 persone. La nuova chiesa, anche questa di piccole dimensioni e descritta pure come cappella, fu costruita nel 1872 su progetto di J. Baverstock di Marlborough. Il luogo di culto rimase aperto per poco più di un secolo e fu servita dal vicario sino alla sua chiusura avvenuta nel 1961. Nel 1973 il piccolo edificio venne venduto. Il calice e la patena risalenti al 1872 provenienti dalla chiesa furono trasferiti a Sant'Andrea nel vicino centro di  Ogbourne St Andrew. Al momento della chusura era presente una sola campana, poi spostata. In seguito la struttura fu utilizzata come locale per la ristorazione ma anche questo, noto come The Loaves and Fishes, chiuse definitivamente meno di venti anni dopo, nel 1990.

## Descrizione
L'English Heritage ha inserito dal 2 settembre 1986 la chiesa di Tutti i Santi di Rockley, Ogbourne St Andrew, tra gli edifici storici come monumento classificato di seconda categoria col numero 1365598. La piccola chiesa sussidiaria rientrava nella parrocchia di Sant'Andrea della diocesi di Salisbury

### Esterni
La ex chiesa si trova a Rockley (Ogbourne St Andrew) nel Wiltshire, Sud Ovest dell'Inghilterra, Regno Unito. La ex chiesa di Tutti i Santi si presenta in pietra di sarsen e in selce lavorata a scacchiera. I rivestimenti sono in calcare. La sua pianta comprende il presbiterio, la navata e il portico a sud-ovest. Il campanile a vela è posto a occidente. Il portico a timpano mostra un arco esterno modanato e una porta interna bordata. Nel timpano è presente la Croce. Le finestre sono gotiche con decorazioni in piombo, e quelle del presbiterio sono di minore altezza. All'estremità orientale vi sono finestre a trifora. Il timpano occidentale presenta una finestra quadrilobata su piccole finestrelle binate. Il tetto ha tegole di colmo a corona.

### Interni
L'interno non è di grandi dimensioni, con presbiterio separato dalla navata. Il soffitto è a capriate. Si conservano dipinti a stencil nel presbiterio.